# Oldeborch (Ruhwarden)
Die Oldeborch ist ein abgegangener Ostfriesischer Häuptlingssitz unmittelbar östlich der Dorfwurt Ruhwarden in der Gemeinde Butjadingen im Landkreis Wesermarsch im nordwestlichen Niedersachsen.

## Geschichte
Die historische Überlieferung besagt, dass auf der Oldeborch „Ivese tho Oldeborch“ lebte, die eine Schwester der 1419 in Bremen wegen eines Überfalls auf die bei  Atens liegende Vredeborg der Stadt Bremen hingerichteten Brüder Dude und Gerold Lubben. Weitere Erwähnungen in der historischen Überlieferung sind für diese Burg nicht bekannt.

## Beschreibung
Von der Burg sind nur noch geringe Spuren vorhanden. Ihr Platz zeichnet sich als ein Erdpodest von unregelmäßig viereckiger Form mit den Maßen 120 × 80 m im Gelände ab. Es erhebt sich ca. 2,50 m über die auf + 4,1 m NN liegende Umgebung. Im Westen und Norden wird das Podest noch von einem schwach sichtbaren Graben umgeben.